# Nesrine Houili
Nesrine Houili (en arabe : نسرين حويلي), née le 27 août 2003 à Oued Tlelat, est une coureuse cycliste algérienne.

## Carrière
Nesrine Houili est médaillée de bronze en course en ligne juniors et en contre-la-montre juniors aux Championnats d'Afrique de cyclisme sur route 2021 à Sheikh Zayed City. Une semaine plus tard, elle ajoute de nouveaux titres continentaux à son palmarès lors des championnats d'Afrique de cyclisme sur piste en remportant le 500 mètres juniors en 41 s et plusieurs autres épreuves.
Aux Championnats d'Afrique de cyclisme sur route 2022 à Charm el-Cheikh, elle est médaillée d'or en contre-la-montre élites, en course en ligne espoirs et en contre-la-montre espoirs,. Lors des championnats du monde de cyclisme sur route, Nesrine Houili devient la première femme algérienne à participer à la compétition lors d'une course organisée à Wollongong en Australie. Pour se préparer pour cette compétition, l’espoir du cyclisme algérien bénéficie d'un stage au sein du centre de formation de l'Union cycliste internationale. L'Algérienne, plus jeune athlète en lice, termine à la neuvième place du contre-la-montre féminin espoirs et à la 38e du général, avec un temps de 54 min 42 s, loin derrière la championne du monde espoirs Vittoria Guazzini titrée en 45 h 20.

## Palmarès sur route
- 2021
  -  Championne d'Algérie sur route juniors
  -  Championne d'Algérie du contre-la-montre juniors
  -  Médaillée de bronze du championnat d'Afrique sur route juniors
  -  Médaillée de bronze du championnat d'Afrique du contre-la-montre juniors
- 2022
  -  Championne d'Afrique du contre-la-montre
  -  Championne d'Afrique sur route espoirs
  -  Championne d'Afrique du contre-la-montre espoirs
  -  Championne d'Algérie sur route
  -  Championne d'Algérie du contre-la-montre
  - Tour de Syrie
  - 9e du championnat du monde du contre-la-montre espoirs
- 2023
  -  Championne d'Afrique du contre-la-montre espoirs
  -  Médaillée d'or du contre-la-montre des Jeux panarabes
  -  Médaillée d'or du contre-la-montre par équipes des Jeux panarabes
  -  Médaillé d'or au championnat arabe du contre-la-montre espoirs
  -  Médaillé d'argent au championnat arabe sur route
  -  Médaillée de bronze du championnat d'Afrique sur route espoirs
- 2024
  -  Médaillée d'or de la course en ligne espoirs aux Jeux africains
  -  Médaillée d'argent du contre-la-montre espoirs aux Jeux africains
- 2025
  -  Championne d'Algérie sur route
  -  Championne d'Algérie du contre-la-montre
  - 3e du Tour féminin de Bostonliq

### Classements mondiaux
| Année                                 | 2022 | 2023 | 2024 |
| ------------------------------------- | ---- | ---- | ---- |
| Classement UCI                        | 117e | 225e | 203e |
|                                       |      |      |      |
| Légende : nc = non classéSource : UCI |      |      |      |

## Palmarès sur piste

### Championnats d'Afrique
- Le Caire 2021
  -  Championne d'Afrique du 500 mètres juniors
  -  Championne d'Afrique de l'élimination juniors
  -  Championne d'Afrique de la course scratch juniors
  -  Championne d'Afrique de la course aux points juniors
  -  Championne d'Afrique du keirin juniors
  -  Championne d'Afrique de la poursuite individuelle juniors
  -  Médaillée d'argent de l'omnium juniors
- Abuja 2022
  -  Championne d'Afrique de la poursuite individuelle
  -  Médaillée d'argent de la course à l'élimination
  -  Médaillée d'argent de la course aux points
  -  Médaillée de bronze du 500 mètres
- Le Caire 2024
  -  Médaillée d'argent de la poursuite
  -  Médaillée de bronze de la course à l'élimination
  -  Médaillée de bronze du 500 mètres
- Le Caire 2025
  -  Championne d'Afrique de la poursuite individuelle
  -  Championne d'Afrique du kilomètre
  -  Médaillée d'argent du scratch
  -  Médaillée d'argent de la course à l'élimination
  -  Médaillée d'argent de la course à l'américaine
  -  Médaillée d'argent de la course aux points